# Vilafranca de Bonany
Vilafranca de Bonany, en catalan et officiellement (Villafranca de Bonany en castillan), est une commune de l'île de Majorque dans la communauté autonome des Îles Baléares en Espagne. Elle est située au centre-est de l'île et fait partie de la comarque du Pla de Mallorca.

## Géographie

Localisation de l'île Majorque dans les Îles Baléares.
Localisation de Vilafranca de Bonany dans l'île de Majorque.
Localisation de la comarque du Pla de Mallorca dans l'île de Majorque.